# Malásia nos Jogos Olímpicos de Verão da Juventude de 2010
A Malásia participou dos Jogos Olímpicos de Verão da Juventude de 2010 em Cingapura. Sua delegação foi composta por treze atletas em seis esportes. As duas medalhas de prata do país foram conquistadas pela mesma atleta dos saltos ornamentais.

## Medalhistas
| Medalha | Nome           | Esporte            | Evento                   | Data         |
| ------- | -------------- | ------------------ | ------------------------ | ------------ |
| Prata   | Pandelela Pamg | Saltos ornamentais | Plataforma 10 m feminino | 21 de agosto |
| Prata   | Pandelela Pamg | Saltos ornamentais | Trampolim 3 m feminino   | 23 de agosto |

## Atletismo
| Evento                        | Atleta               | Qualificação | Qualificação | Final     | Final        |
| Evento                        | Atleta               | Resultado    | Posição      | Resultado | Posição      |
| ----------------------------- | -------------------- | ------------ | ------------ | --------- | ------------ |
| 110 m com barreiras masculino | Muhd Ajmal Mat Hasan | 14.54        | 13º (3º q1)  | 14.48     | 4º (Final B) |
| Salto com vara masculino      | Muhd Fahme Mehamed   | 4,00         | 15º          | 4,20      | 5º (Final B) |
| Salto em altura masculino     | Navinraj Subramaniam | 2,10         | 5º           | 2,08      | 8º (Final A) |

## Badminton
| Evento            | Atleta            | Fase de grupos | Fase de grupos                         | Fase de grupos                       | Fase de grupos                                  | Fase de grupos | Quartas-de-final                                 | Semifinais                                                | Final                  | Pos. final |
| Evento            | Atleta            | Grupo          | 1ª rodada                              | 2ª rodada                            | 3ª rodada                                       | Pos.           | Quartas-de-final                                 | Semifinais                                                | Final                  | Pos. final |
| ----------------- | ----------------- | -------------- | -------------------------------------- | ------------------------------------ | ----------------------------------------------- | -------------- | ------------------------------------------------ | --------------------------------------------------------- | ---------------------- | ---------- |
| Simples feminino  | Su Ya Sonia Sheah | F              | MEX Mariana Ugalde V 2-0 (21-14, 21-9) | NGR Fatima Azeez V 2-0 (21-7, 21-10) | TUR Ebru Tunali V 2-0 (21-7, 21-9)              | 1º             | THA Sapsiree Taerattanachai D 0-2 (15-21, 16-21) | Não avançou                                               | Não avançou            | --         |
| Simples masculino | Wei Cheng Loh     | G              | SEY Kevin Ghislain V 2-0 (21-8, 21-5)  | TUR Emre Lale V 2-0 (21-17, 21-9)    | VIE Huỳnh Thông Thạo Nguyễn V 2-0 (21-6, 21-12) | 1º             | SIN Huang Chao V 2-0 (21-18, 21-16)              | THA Pisit Poodchalat D 1-2 (13-21, 21-19, 3-11 abandonou) | KOR Kang Ji-wook D WO* | 4º         |

* Disputa pelo bronze

## Desportos aquáticos

### Natação
| Evento                | Atleta             | Qualificação    | Qualificação | Semifinais | Semifinais | Final       | Final       |
| Evento                | Atleta             | Resultado       | Posição      | Resultado  | Posição    | Resultado   | Posição     |
| --------------------- | ------------------ | --------------- | ------------ | ---------- | ---------- | ----------- | ----------- |
| 200 m livre masculino | Kar Meng Kevin Lim | 1:55.96         | 26º (1º q2)  |            |            | Não avançou | Não avançou |
| 400 m livre masculino | Kar Meng Kevin Lim | 4:05.53         | 16º (6º q3)  |            |            | Não avançou | Não avançou |
| 200 m livre feminino  | Wei Li Lai         | 2:09.66         | 31º (8º q3)  |            |            | Não avançou | Não avançou |
| 400 m livre feminino  | Wei Li Lai         | 4:30.92         | 18º (5º q3)  |            |            | Não avançou | Não avançou |
| 200 m medley feminino | Wei Li Lai         | Desclassificada | -- (-- q2)   |            |            | Não avançou | Não avançou |

### Saltos ornamentais
| Evento                               | Atleta         | Elims. | Elims. | Final  | Final            |
| Evento                               | Atleta         | Pontos | Pos.   | Pontos | Pos. final       |
| ------------------------------------ | -------------- | ------ | ------ | ------ | ---------------- |
| Trampolim 3 m individual feminino    | Pandelela Pamg | 439.25 | 2º     | 444.15 | Medalha de prata |
| Plataforma 10 m individual feminino  | Pandelela Pamg | 413.30 | 2º     | 454.35 | Medalha de prata |
| Trampolim 3 m individual masculino   | Tze Liang Ooi  | 495.20 | 8º     | 523.70 | 7º               |
| Plataforma 10 m individual masculino | Tze Liang Ooi  | 463.05 | 6º     | 435.55 | 7º               |

## Ginástica rítmica
| Evento           | Atleta      | Qualificação | Qualificação | Qualificação | Qualificação | Qualificação | Qualificação | Final  | Final  | Final  | Final  | Final  | Final      |
| Evento           | Atleta      | Corda        | Arco         | Maças        | Fita         | Total        | Pos.         | Corda  | Arco   | Maças  | Fita   | Total  | Pos. final |
| ---------------- | ----------- | ------------ | ------------ | ------------ | ------------ | ------------ | ------------ | ------ | ------ | ------ | ------ | ------ | ---------- |
| Individual geral | Wan Nin Lee | 23.800       | 24.075       | 24.100       | 24.425       | 96.400       | 5º           | 24.150 | 24.700 | 25.050 | 24.300 | 98.200 | 4º         |

## Halterofilismo
| Evento             | Atleta             | Peso corporal (kg) | Arranque (kg) | Arranque (kg) | Arranque (kg) | Arranque (kg) | Arremesso (kg) | Arremesso (kg) | Arremesso (kg) | Arremesso (kg) | Total (kg) | Pos. final |
| Evento             | Atleta             | Peso corporal (kg) | 1             | 2             | 3             | Res.          | 1              | 2              | 3              | Res.           | Total (kg) | Pos. final |
| ------------------ | ------------------ | ------------------ | ------------- | ------------- | ------------- | ------------- | -------------- | -------------- | -------------- | -------------- | ---------- | ---------- |
| Até 58 kg feminino | Fatin Atikah Osman | 55,15              | 70            | 70            | 73            | 70            | 80             | 85             | 85             | 80             | 150        | 7º         |

## Vela
| Evento             | Atleta                   | Regata | Regata | Regata | Regata | Regata | Regata | Regata | Regata | Regata | Regata | Regata | Regata | Pontos | Posição |
| Evento             | Atleta                   | 1      | 2      | 3      | 4      | 5      | 6      | 7      | 8      | 9      | 10     | 11     | M      | Pontos | Posição |
| ------------------ | ------------------------ | ------ | ------ | ------ | ------ | ------ | ------ | ------ | ------ | ------ | ------ | ------ | ------ | ------ | ------- |
| Byte CII feminino  | Khairunneeta Mohd Afendy | 4      | 11     | 18     | 4      | 15     | 14     | 8      | 10     | 7      | 8      | 9      | 10     | 85     | 7º      |
| Byte CII masculino | Muhamad Amirul Jais      | 12     | 9      | 21     | 13     | 17     | 16     | 12     | OCS    | 20     | 12     | 5      | 18     | 134    | 18º     |

Notas:
- M - Regata da Medalha
- OCS – On the Course Side of the starting line
- DSQ – Disqualified (Desclassificado)
- DNF – Did Not Finish (Não completou)
- DNS – Did Not Start (Não largou)
- BFD – Black Flag Disqualification (Desclassificado por bandeira preta)
- RAF – Retired after Finishing (Retirou-se após completar a prova)